# Nicolas Repnine
Pour les articles homonymes, voir Repnine.
Le prince Nicolas Vassiliévitch Repnine (1734-1801), en russe Nikolaï Vassilievitch Repnin (Николай Васильевич Репнин), est un général et homme d'État de l'Empire russe sous le règne de Catherine II.

## Biographie
Il est le fils du prince Vassili Repnine (1696-1748) qui, sous le règne de Pierre le Grand, avait commandé un corps d'armée contre le roi de Suède Charles XII, et le neveu de Nikita Ivanovitch Panine (1718-1783), ministre des Affaires étrangères sous le règne de Catherine II.
Envoyé en 1763 en Pologne après la mort du roi Auguste III afin de seconder l'ambassadeur Herman Karl von Keyserling en vue de l'élection de Stanislas Poniatowski (1764), il devient ambassadeur dans ce pays après la mort de Keyserling (30 septembre 1764) et joue en Pologne un rôle politique important au début du règne de Stanislas II, comme l'indique le nom (péjoratif) donné à la Diète tenue en 1767-1768 : « Diète de Repnine ».
En 1768, il est nommé ambassadeur à Constantinople. 
en 1779, il intervient comme médiateur entre l'Autriche de Marie-Thérèse et la Prusse de Frédéric II et réussit à leur faire signer le traité de Teschen avant qu'ils entrent en guerre. 
En 1789, pendant la guerre russo-turque, il bat les Turcs en 1789, établit le blocus d'Izmaïl et signe les préliminaires de Galaţi, suivis par la paix de Iassy en janvier 1792.
Rappelé au milieu de ces succès par l'effet de la jalousie du prince Potemkine, favori de l'impératrice, il devient le centre d'un groupe de mécontents, dont la plupart sont condamnés à l'exil en Sibérie. Il est cependant placé à la tête du gouvernement de Livonie (actuelle Lettonie), puis, après le deuxième partage de la Pologne (janvier 1793), de Lituanie. En 1794, pendant l'insurrection de Kościuszko, il reçoit le commandement de l'armée russe dirigée contre la Pologne, mais est bientôt remplacé dans cette mission par Souvorov.
De nouveau envoyé en Pologne comme ambassadeur au moment du troisième partage (1795), il détermine le roi Stanislas II Auguste (Poniatowski) à abdiquer (novembre 1795). 
Après la mort de Catherine II en 1796, le tsar Paul Ier le nomme feld-maréchal à son avènement et l'envoie en Prusse pour inciter le roi à entrer dans la deuxième coalition contre la France, mais Repnine échoue et tombe en disgrâce.
Franc-maçon, il était membre de la loge dirigée par le prince Ivan Elaguine ; il avait adopté les idées mystiques de Martinès de Pasqually.
Son nom est passé au prince Nikolaï Grigorievitch Repnine-Volkonski, fils de sa fille, et ses descendants portent ensuite le nom de Repnine-Volkonsky.

## Distinctions
- Ordre de Saint-André
- Ordre de l'Aigle blanc
- 24 novembre 1782 : Ordre de Saint-Vladimir (1re classe)

### Source
- Marie-Nicolas Bouillet  et Alexis Chassang (dir.), « Nicolas Repnine » dans Dictionnaire universel d’histoire et de géographie, 1878 (lire sur Wikisource)